# Geogarypus nigrimanus
Geogarypus nigrimanus es una especie de arácnido del orden Pseudoscorpionida de la familia Geogarypidae.

## Distribución geográfica
Se encuentra en Europa y Turquía.